# Medalla del 20.º Aniversario del Ejército Rojo de Obreros y Campesinos
La Medalla del 20.º Aniversario del Ejército Rojo de Obreros y Campesinos (del ruso: Юбилейная медаль «XX лет Рабоче-Крестьянской Красной Армии») es una condecoración conmemorativa soviética, instituida por el Decreto del Presídium del Sóviet Supremo de la URSS del 24 de enero de 1938, en conmemoración del vigésimo aniversario de la creación del Ejército Rojo de Obreros y Campesinos (en rusoː Raboche-krestiánskaya Krásnaya ármiya, RKKA) y la Armada Soviética.

## Reglamento

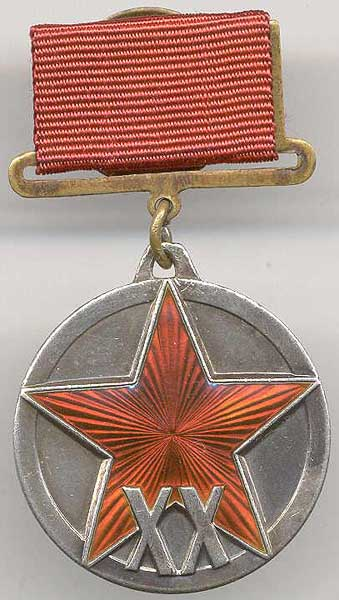
Anverso de la medalla, modelo 1938-1943

La Medalla del 20.º Aniversario del Ejército Rojo de Obreros y Campesinos se otorga al personal del mando y personal de mando del Ejército Rojo y la Armada, así como aː  
- Quienes sirvieron en las filas del Ejército Rojo y la Armada hasta el 23 de febrero (Día del Ejército Rojo) de 1938 durante 20 años y merecidos participantes en la guerra civil y la guerra por la libertad e independencia de la patria, quienes son miembros del Ejército Rojo y la Armada;
- Todos los receptores de la Orden de la Bandera Roja por distinción militar durante la Guerra Civil Rusa.[1]

La duración del servicio en las filas del Ejército Rojo y la Armada incluye el servicio en los destacamentos y escuadrones de la Guardia Roja y en los destacamentos partisanos rojos que actuaron contra los enemigos del poder soviético en el período 1917-1921.
La Medalla del 20.º Aniversario del Ejército Rojo de Trabajadores y Campesinos, se lleva en el lado izquierdo del pecho y, en presencia de otras órdenes y medallas de la URSS, se coloca después de la Medalla por la Explotación de los Recursos Minerales y el Desarrollo de los Complejos de Petróleo y Gas de Siberia Occidental. Si se usa en presencia de Órdenes o medallas de la Federación de Rusia, estas últimas tienen prioridad.
Cada medalla venía con un certificado de premio, este certificado se presentaba en forma de un pequeño folleto de cartón de 8 cm por 11 cm con el nombre del premio, los datos del destinatario y un sello oficial y una firma en el interior. Mediante el decreto de 5 de febrero de 1951, la medalla y su certificado quedaban en posesión de la familia del receptor (hasta entonces se debían devolver al Estado, en caso de fallecimiento del premiado). 
En total la medalla se concedió a aproximadamente 37.504 personas. El autor del dibujo de la medalla es el artista S.I.Dmitriev.

## Descripción

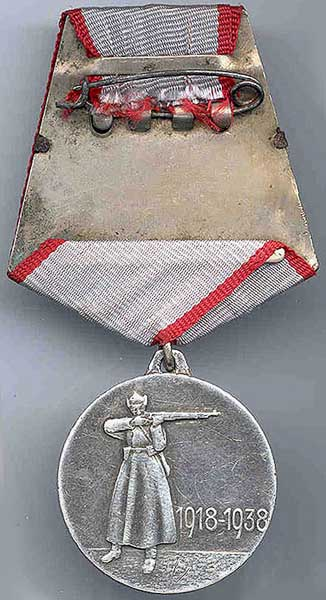
Reverso de la medalla.

Es una medalla circular de 32 mm de diámetro con acabado en plata oxidada mate y un borde pulido de 2,5 mm. En el anverso del círculo hay una estrella de esmalte rojo de cinco puntas con un borde plateado. En la parte inferior del círculo, entre los rayos inferiores de la estrella, hay una figura dorada "XX" de 8 mm de alto y 7 mm de ancho. La base del número descansa contra el borde superior del bisel.
En el reverso de la medalla hay una figura de un soldado del Ejército Rojo de 25 mm de alto disparando con un rifle, vestido con un uniforme de guardia de invierno, en la parte inferior derecha de la figura del soldado del Ejército Rojo está la fecha «1918-1938».
La medalla está hecha de plata de ley 925 oxidada, los números "XX" están dorados. El contenido de plata pura en la medalla es 15.592 g, el de oro es 0.10 g.
Desde su establecimiento en 1938 hasta 1943, la medalla estaba asegurada por un anillo a través del lazo de suspensión de la medalla a un pequeño soporte rectangular cubierto por una cinta de muaré de seda roja. En 1943, esto cambió a la montura pentagonal soviética ahora estándar, cubierta por una cinta gris muaré de seda de 24 mm de ancho con una franja de borde rojo de 2 mm en cada lado. 

## Galardonados
Lista parcial de los galardonados con la Medalla del 20.º Aniversario del Ejército Rojo de Obreros y Campesinosː
- Mariscal de la Unión Soviética Borís Sháposhnikov
- Mariscal de la Unión Soviética Aleksandr Vasilevski
- Mariscal de la Unión Soviética Iván Kónev
- Mariscal de la Unión Soviética Leonid Góvorov
- Mariscal de la Unión Soviética Konstantín Rokossovski
- Mariscal de la Unión Soviética Rodión Malinovski
- Mariscal de la Unión Soviética Fiódor Tolbujin
- Mariscal de la Unión Soviética Kiril Meretskov
- Coronel General Aleksandr Rodímtsev
- Coronel general Vladímir Romanovski
- Mariscal de la Unión Soviética Vasili Sokolovski
- Mariscal de la Unión Soviética Andréi Grechko
- Mariscal de la Unión Soviética Andréi Yeriómenko
- Mariscal de la Unión Soviética Kiril Moskalenko
- Mariscal de la Unión Soviética Matvéi Zajárov
- Mariscal Jefe de Artillería Nikolái Vóronov
- Coronel general Nikandr Chibisov
- Almirante de la Flota del Norte Arseni Golovkó
- Almirante Vladímir Tríbuts
- Almirante Gordey Levchenko
- Almirante de la Flota del Mar Negro Filipp Oktyabrsky
- General de ejército Iván Petrov
- Teniente general Iván Panfílov
- Mariscal de la Unión Soviética Pável Batitski
- General de ejército Iván Tyulenev
- Contralmirante Iván Papanin
- Teniente general Vladímir Shcherbakov